# زالیان
زالیان یک روستا در ایران است که در بخش زالیان شهرستان شازند استان مرکزی و در همسایگی شهرستان بروجرد واقع شده‌است.
شهرت این ناحیه به تنگه برفگیر زالیان در مسیر بندر خرمشهر به تهران در میانه راه بروجرد به اراک می باشد.
گفتنی است که زالیان ۵۸۰ نفر جمعیت دارد و زبان بیشتر مردم آن لری می باشد . مردم این روستا به زبان لری سخن میگویند و عموما از طوایف مختلف ایل زیار هستند